# Abraxas melanozona
Abraxas melanozona là một loài bướm đêm trong họ Geometridae.